# Мегамозок проти Синдикату загибелі
«Мегамозок проти Синдикату загибелі» (англ. Megamind vs. the Doom Syndicate) — американський анімаційний супергеройський комедійний фільм 2024 року виробництва компанії DreamWorks Animation Television. У фільмі, знятому режисером Еріком Фоґелем за сценарієм Алана Скулкрафта і Брента Сімонса, знялися Кіт Ферґюсон, Лора Пост, Джош Бренер, Мая Аокі Таттл, Емілі Тунон, Патрік Ворбертон, Скотт Адсіт, Кріс Салліван, Тоні Гейл, Джанін Мейсон і Адам Ламберт.
Фільм є продовженням «Мегамозок» (2010) і пілотом телевізійного серіалу «Мегамозок рулить!».
Реліз «Мегамозок проти Синдикату загибелі» заплановано на 1 березня 2024 року на Peacock.

## Синопсис
Мегамозок, який тепер бере на себе роль захисника Метро-Сіті, збирає нову команду, щоб зупинити лиходійські плани своїх колишніх злих товаришів по команді.

## Акторський склад
- Кіт Ферґюсон — Мегамозок
- Лора Пост — Роксен Річі
- Джош Бренер — Прислужник
- Мая Аокі Таттл — Кейко Моріта
- Емілі Тунон — леді Доплер
- Патрік Ворбертон — лорд Нічний Лицар
- Скотт Адсіт — П'єр Пресс
- Кріс Салліван — Бегемот
- Тоні Гейл — Мел / містер Пончик
- Жанін Мейсон — Крістіно Крісто
- Адам Ламберт — Макіавеллі

Крім того, Майкл Бітті, Ерік Фогель, Тодд Габеркорн, Ерік Мерфі, Джоуї Радман і Роджер Крейґ Сміт отримали ролі, які поки що не розголошуються.

## Сприйняття
Після виходу трейлер «Мегамозок проти Синдикату загибелі» був зустрінутий критикою, спрямованою на анімацію та поганий сценарій, тоді як інші критикували відсутність Вілла Феррелла, Тіни Фей та Девіда Кросса у фільмі.